# Aphanesthes succinea
Aphanesthes succinea är en skalbaggsart som beskrevs av Hope 1843. Aphanesthes succinea ingår i släktet Aphanesthes och familjen Cetoniidae. Inga underarter finns listade i Catalogue of Life.